# Clément Diop
Clement Diop Degoud (París, Francia, 12 de octubre de 1993) es un futbolista francés de ascendencia senegalés que juega como portero.

## Trayectoria

### Inicios
Diop comenzó su carrera en Amiens, donde fue suplente durante tres temporadas, pero nunca apareció en el primer equipo. Hizo su debut para Amiens II (reserva de Amiens) el 25 de agosto de 2012, contra Calais RUFC, en una victoria por 1-0.

### Transferencia a Estados Unidos
El 20 de marzo de 2015 se anunció que Diop se unió al club LA Galaxy II de la USL para la temporada 2015. Hizo su debut para el club dos días después en un empate 0-0 contra Real Monarchs. En la temporada 2015, Diop ganó la USL Western Conference y llegó a la final del USL Championship.

### Ascenso al primer equipo
El 16 de diciembre de 2015 LA Galaxy anunció que habían firmado contrato con Diop para la próxima temporada de la MLS. El 14 de junio de 2015, Diop hizo su debut para el primer equipo en la cuarta ronda de la U.S. Open Cup contra La Máquina FC, donde el Galaxy ganó 4-1 en tiempo extra.

## Selección nacional
Nacido en Francia y de ascendencia senegalesa, fue convocado originalmente para los equipos nacionales inferiores de Francia. Debutó para la selección de fútbol de Senegal en un amistoso 0-0 con Uganda el 5 de junio de 2017.

## Clubes
| Club                   | País           | Año       |
| ---------------------- | -------------- | --------- |
| Amiens S. C.           | Francia        | 2011-2014 |
| LA Galaxy              | Estados Unidos | 2015-2017 |
| C. F. Montréal         | Canadá         | 2018-2021 |
| Inter de Miami         | Estados Unidos | 2022      |
| New England Revolution | Estados Unidos | 2022      |
| Atlanta United F. C.   | Estados Unidos | 2023      |